# デシベルワット
デシベルワット（dBW）は、信号の強さを1ワット(W)を基準値とするデシベル(dB)の値で表した単位である。
デシベルの値で表す（対数スケールにする）ことで、非常に大きな値から非常に小さな値までを、以下のように少ない桁数の数字で簡便に表すことができる。
- 1 mW = −30 dBW
- 1 W = 0 dBW
- 10 W = 10 dBW
- 100 W = 20 dBW
- 1 kW = 30 dBW
- 1 MW = 60 dBW

WとdBWの換算は以下のようになる。
{\displaystyle {\mbox{Power in dBW}}=10\log _{10}{\frac {\mbox{Power}}{1\mathrm {W} }}}
{\displaystyle {\mbox{Power in W}}=10^{\frac {\mbox{Power in dBW}}{10}}}
1ミリワット(mW)を基準値とするdBmと比較すると、1 W = 1000 mWであるので、1 WをdBmで表すと30 dBmとなり、同じ信号の強さに対するdBmとdBWの値の差は常に30となる。例えば、20 dBmをdBWで表すと-10 dbWである。
デシベルはSI単位であるが、dBWはそうではないため、SIに準拠する場合は、単位をデシベルとして基準値を別に明示することになる。